# Worcestershire
Worcestershire ([ˈwʊs.təˌʃə]) este un comitat în centrul Angliei.

## Orașe
- Bewdley
- Bromsgrove
- Droitwich Spa
- Evesham
- Kidderminster
- Malvern
- Pershore
- Redditch
- Stourport-on-Severn
- Tenbury Wells
- Upton-upon-Severn
- Worcester

1. ↑   http://ons.maps.arcgis.com/home/item.html?id=a79de233ad254a6d9f76298e666abb2b Lipsește sau este vid: |title= (ajutor)